# Adıyaman Üniversitesi
Die Adıyaman Üniversitesi (Deutsch: Adiyaman-Universität) befindet sich in der türkischen Provinz Adıyaman.

## Fakultäten
- Fakultät für Zahnmedizin
- Fakultät für Pharmazie
- Fakultät für Ingenieurwesen
- Fakultät für Architektur
- Fakultät für Administration und Ökonomie

Koordinaten: 37° 44′ 38″ N, 38° 13′ 54″ O